# Curos de Palékastro
El curos de Palékastro (en grec Κούρος του Παλαικάστρου, Kouros tou Palekastrou) és una estàtua criselefantina del període minoic tardà que es descobrí entre 1987 i 1990 en l'excavació arqueològica de Rusólakos, prop de Palékastro, a l'extrem est de l'illa grega de Creta. Es conserva en el Museu Arqueològic de Sitia.

## Descripció
El curos de Palékastro no s'ha conservat íntegrament: hi ha parts del tronc i de la cara de la estatueta que s'han perdut. Es va trencar en diverses peces que es trobaren a l'«edifici 5» del jaciment arqueològic de Rusólakos i als voltants. L'estatueta es va crear incorporant petites peces d'or, d'ivori d'hipopòtam i fusta, amb color blau egipci. El cap és de serpentinita i els ulls de quars. A causa dels valuosos materials amb què és fet, la mà d'obra i la postura de la figura, es creu que el curos de Palékastro és una estatueta d'alguna deïtat. La figura fa 54 cm d'alt i té una amplària de 18,5 cm. Té, també, visibles marques de cremades. Deu ser del s. XV ae, de l'edat del bronze i del període minoic tardà.

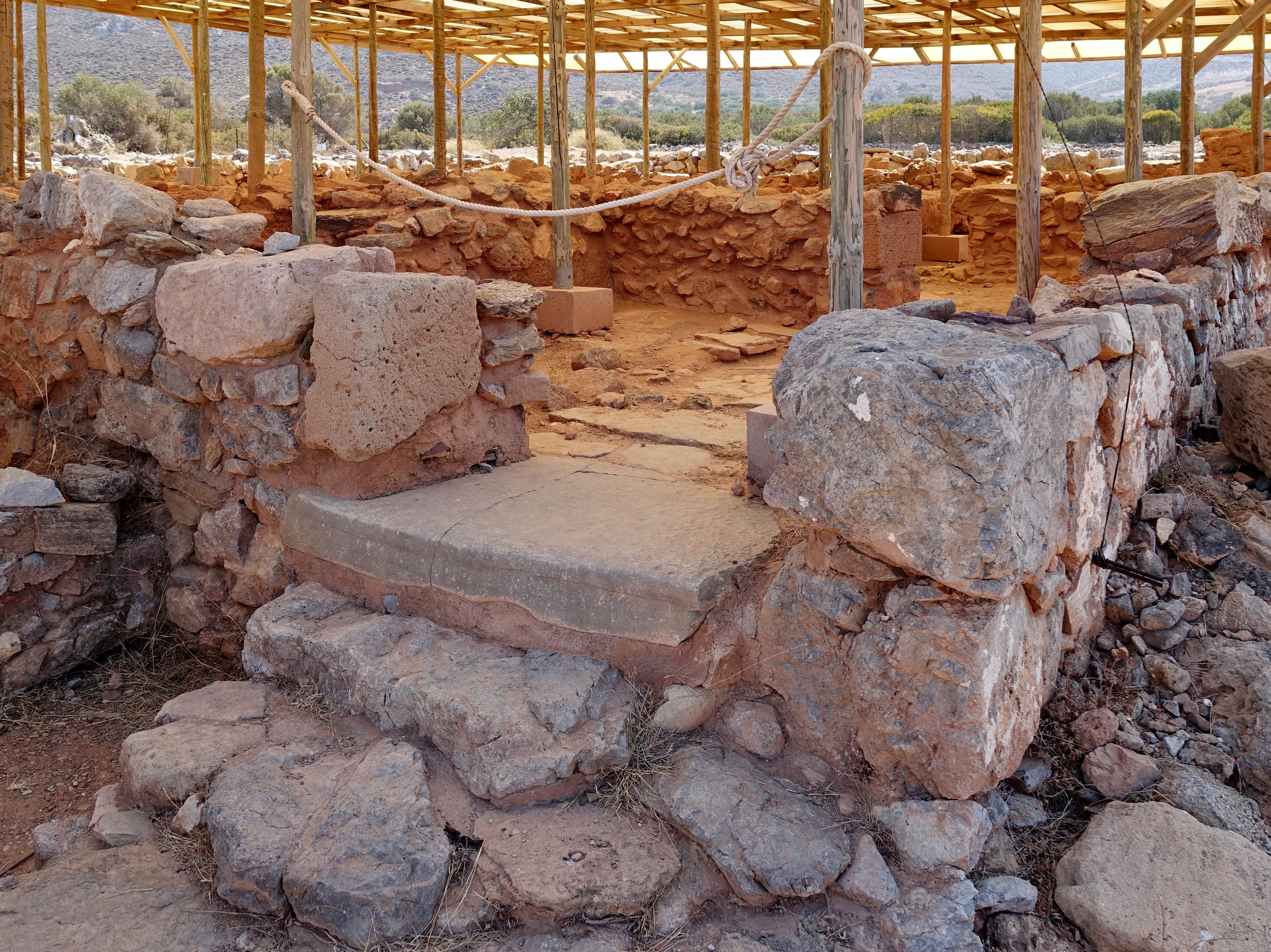
Jaciment on es va trobar

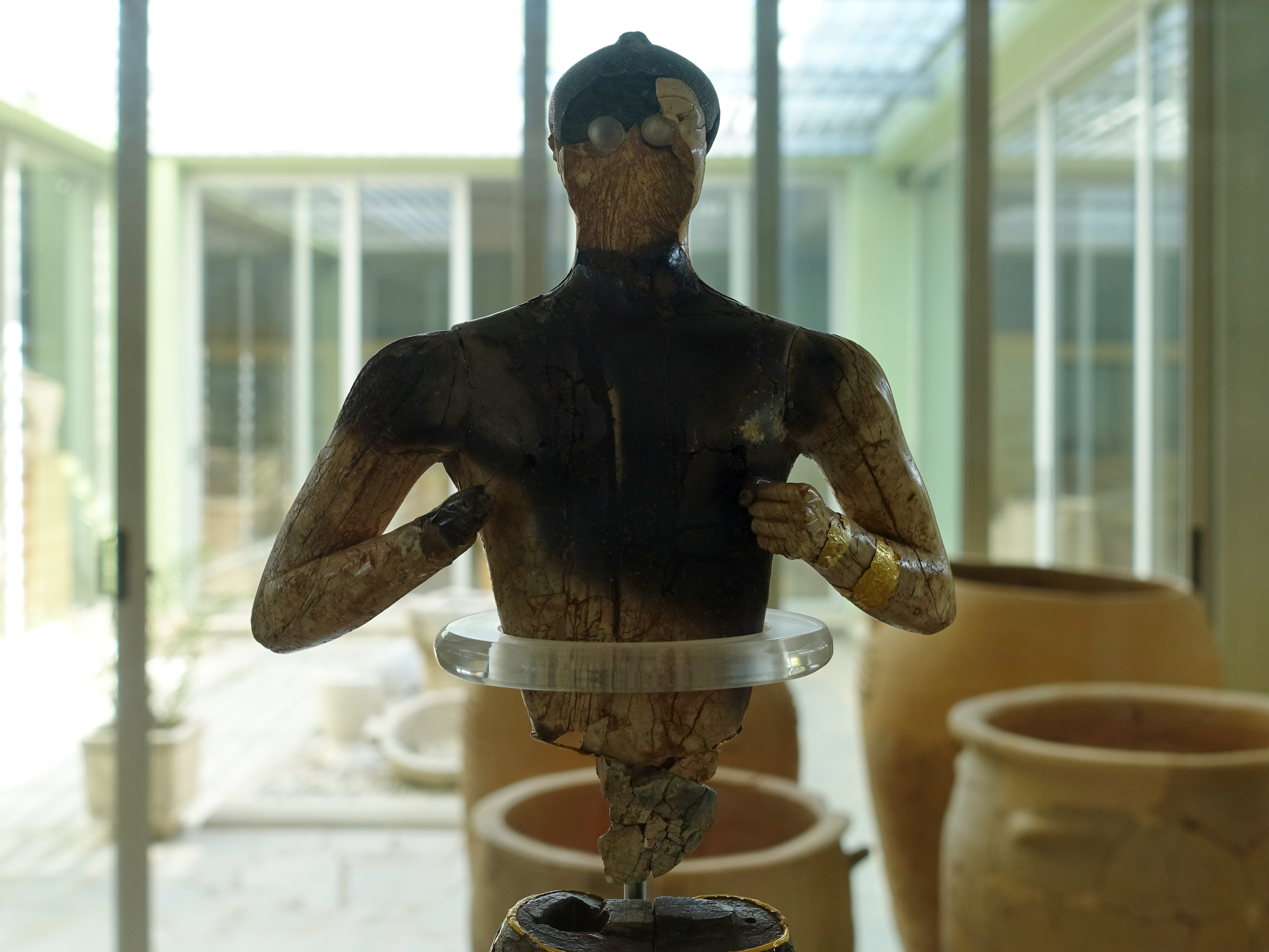
Part superior del curos

Les cames de la figura es trobaren enfront d'una paret de l'habitació 2 de l'edifici 5, que s'interpreta com un santuari i on aparegueren una àmfora i dues copes. Les altres parts de l'estatueta, com el tors, el cap, els ulls, la meitat davantera dels peus i les restes de la base eren a l'entrada a la sala 1 del mateix edifici, una platea oberta situada al nord-oest de l'edifici 1.
Les primeres parts del curos es trobaren el 28 d'abril de 1987 a la platea, incloent el tors i un braç. Les cames aparegueren el 1990 en l'anomenat santuari. Les campanyes d'excavació, les dirigiren els arqueòlegs Hugh Sackett i Alexander MacGillivray, que investigaren el lloc des de 1986 fins a 2003, quan començaren noves excavacions en un altre punt del jaciment.